# Радунь
Ра́дунь (біл. Радунь) — селище міського типу в Білорусі, у Вороновському районі Гродненської області. 
Населення селища становить 2,8 тис. осіб (2006).

## Історія
Станом на 1885 рік у колишньому власницькому містечку, центрі Радуньської волості Лідського повіту Віленської губернії мешкало 806 осіб, налічувалось 101 дворове господарство, існували єврейський молитовний будинок, школа, 14 лавок, 3 постоялі будинки, шкіряний і пивоварний заводи, 4 кузні, відбувалось торжки.
За переписом 1897 року кількість мешканців зросла до 1621 особи (809 чоловічої статі та 812 — жіночої), з яких 692 — православної віри, 896 — юдейської.